# Lithiumgermanat
Lithiumgermanat ist eine anorganische chemische Verbindung des Lithiums aus der Gruppe der Germanate.

## Gewinnung und Darstellung
Lithiumgermanat kann durch Reaktion von Lithiumcarbonat mit Germaniumdioxid bei 850 °C gewonnen werden.

## Eigenschaften
Lithiumgermanat ist ein weißer Feststoff, der praktisch unlöslich in Wasser ist. Er besitzt eine orthorhombische Kristallstruktur mit der Raumgruppe Cmc21 (Raumgruppen-Nr. 36). Diese ist isotyp mit der von Lithiummetasilicat.

## Verwendung
Lithiumgermanat kann als Anodenmaterial für Lithium-Ionen-Akkumulatoren verwendet werden.